# Полохівка
Поло́хівка — село в Україні, у Смолінській селищній громаді Новоукраїнського району Кіровоградської області. Населення становить 45 осіб. Орган місцевого самоврядування — Смолінська селищна рада.

## Населення
Згідно з переписом УРСР 1989 року чисельність наявного населення села становила 60 осіб, з яких 26 чоловіків та 34 жінки.
За переписом населення України 2001 року в селі мешкало 45 осіб. 100 % населення вказало своєю рідною мовою українську мову.